# Chiriyakhana
Chiriakhana of Chiriyakhana (Bengali: চিড়িয়াখানা; Engels: The Zoo) is een Indiase film van Satyajit Ray uit 1967. Het is een whodunit-thriller met in de hoofdrol Uttam Kumar als Byomkesh Bakshi. Het scenario werd  geschreven door Sharadindu Bandyopadhyay.

## Verhaal
Het verhaal draait om een gepensioneerde rechter, Mr Nishanath Sen, die op een boerderij genaamd Golap Kolonie (The Rose Colony) aan de rand van Calcutta woont. De mensen die in de kolonie verblijven zijn een vreemde mengeling van gehandicapten, sociaal uitgeslotenen en ex-gedetineerden. Op een dag wordt de rechter vermoord onder mysterieuze omstandigheden. De lokale politie wijst het onderzoek toe aan Byomkesh. Als een goede kennis van Sen, is Byomkesh meer dan bereid om de moord op te lossen.

## Rolverdeling
| Acteur                | Personage                           |
| --------------------- | ----------------------------------- |
| Uttam Kumar           | Byomkesh Bakshi                     |
| Shailen Mukherjee     | Ajit Kumar Banerjee                 |
| Sushil Majumder       | Nishanath Sen                       |
| Kalipada Chakraborty  | Rasiklal De                         |
| Jahar Ganguli         | Ramen Mallick                       |
| Subhendu Chatterjee   | Bijoy                               |
| Prasad Mukherjee      | Nepal Gupta                         |
| Bankim Ghosh          | Brajadas                            |
| Nripati Chattopadhyay | Mushkil Mia                         |
| Subrata Chatterjee    | Nazar Bibi, Muskil Mia's wife       |
| Kanika Majumdar       | Damayanti                           |
| Shyamal Ghoshal       | Dr. Bhujangadhar Das                |
| Asit Baran            | Inspector Barat                     |
| Chinmoy Ray           | Panu Gopal, the mute victim         |
| Geetali Ray           | Sunayana/Banalakshmi/Nrityakali Das |
| Shekhar Chatterjee    |                                     |
| Rupak Majumdar        |                                     |